# Cordons de gitana
Els cordons de gitana o moc de gall (Amaranthus caudatus), és una espècie de planta amb flors dins la família de les amarantàcies, és comestible i també és utilitzada com planta ornamental.
Addicionalment pot rebre els noms de assots de Crist, assots de monja, cua de guineu, gitanes, marxant, moc d'indiot, moc de gall dindi, papagai, vellut, velluter, vellutera i velluts. També s'han recollit les variants lingüístiques papagall i velluteros.

## Descripció
La tija central pot arribar a fer de 2 a 2,5 m d'alt, però hi ha varietats més menudes. L'arrel principal és curta i les secundàries es dirigeixen cap avall dins del sòl,Les flors són molt aparents i en alguns casos la inflorescència fa 90 cm. El seu metabolisme és del tipus C4 i creix molt de pressa. En estat silvestre viu entre els 1.400 i 2.400 metres d'altitud.

## Usos
Amb la farina de les seves llavors se'n fan pans sense llevat i el gra sencer s'usa com a cereal en l'esmorzar.